# Tej

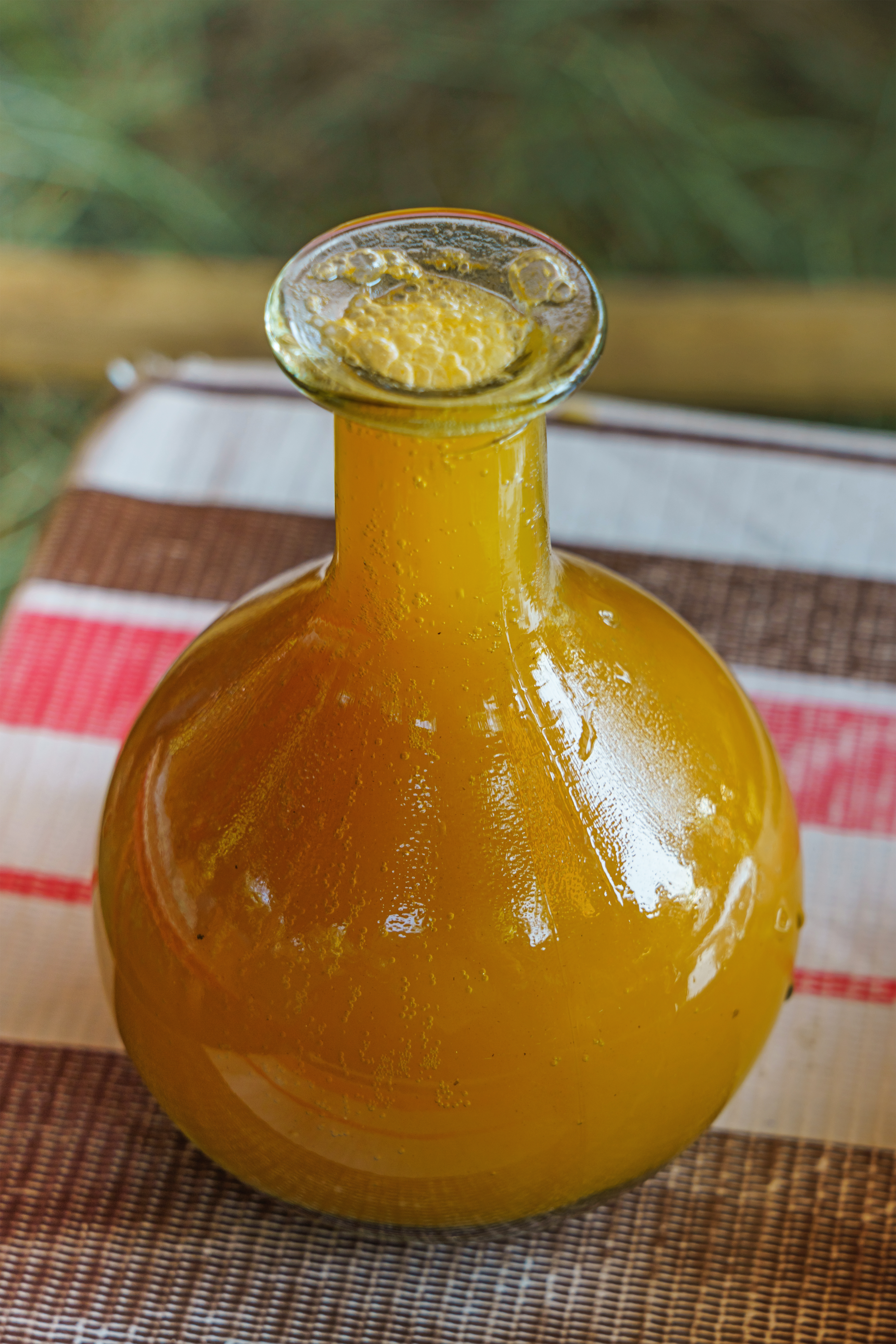
Un bicchiere berele contenente un tej non filtrato.

Il tej (in amarico ጠጀ; in tigrino ሜሰ, mes; in oromo daadi; adattato parzialmente in italiano come tec' o tecc', totalmente come tecce) è un idromele o vino al miele prodotto e consumato in Etiopia. Esso è aromatizzato con foglie di gesho (Rhamnus prinoides), una sorta di luppolo con un gusto amarognolo simile all'alaterno. Il tej viene normalmente prodotto artigianalmente nelle case, ma in tutta l'Etiopia si può trovare nei bar chiamati tej betoch (letteralmente, "case del tej").
La bottiglia tradizionale che contiene il tej ha una forma arrotondata simile a quella di fiasco ed è chiamata berele. Il tej ha un sapore ingannevolmente dolce che maschera il suo elevato contenuto alcolico, che varia notevolmente in base alla durata della fermentazione. Il berz è la versione più dolce e meno alcolica di tej, ed è invecchiato per un tempo più breve.